# Bagheria
Bagheria – miasto i gmina we Włoszech, w regionie Sycylia, w prowincji Palermo.
Według danych na rok 2004 gminę zamieszkiwało 50 321 osób, 1735,2 os./km².
W mieście jest stacja kolejowa Bagheria.